# Czerwienne
Czerwienne ist ein Dorf der Gemeinde Czarny Dunajec im Powiat Nowotarski der Woiwodschaft Kleinpolen in Polen in der Region Podhale. Das Dorf liegt im Gebirgszug des Pogórze Gubałowskie ca. 10 km nördlich von Zakopane und 10 km südlich von Nowy Targ.

## Sehenswürdigkeiten
Der Ortsname lässt sich als Rotes übersetzen. Bis 1965 hieß der Ort Międzyczerwienne, was sich als Zwischenrotes übersetzen lässt. Im Ort befindet sich eine moderne Kirch der Maria von Tschenstochau.

## Tourismus
Es geht in Czerwienne ruhiger zu als in den benachbarten Skiorten Zakopane oder Kościelisko. Die touristische Infrastruktur wird ausgebaut. 

### Wintersport
Im Ort gibt es mehrere kleinere Liftanlagen.

## Galerie

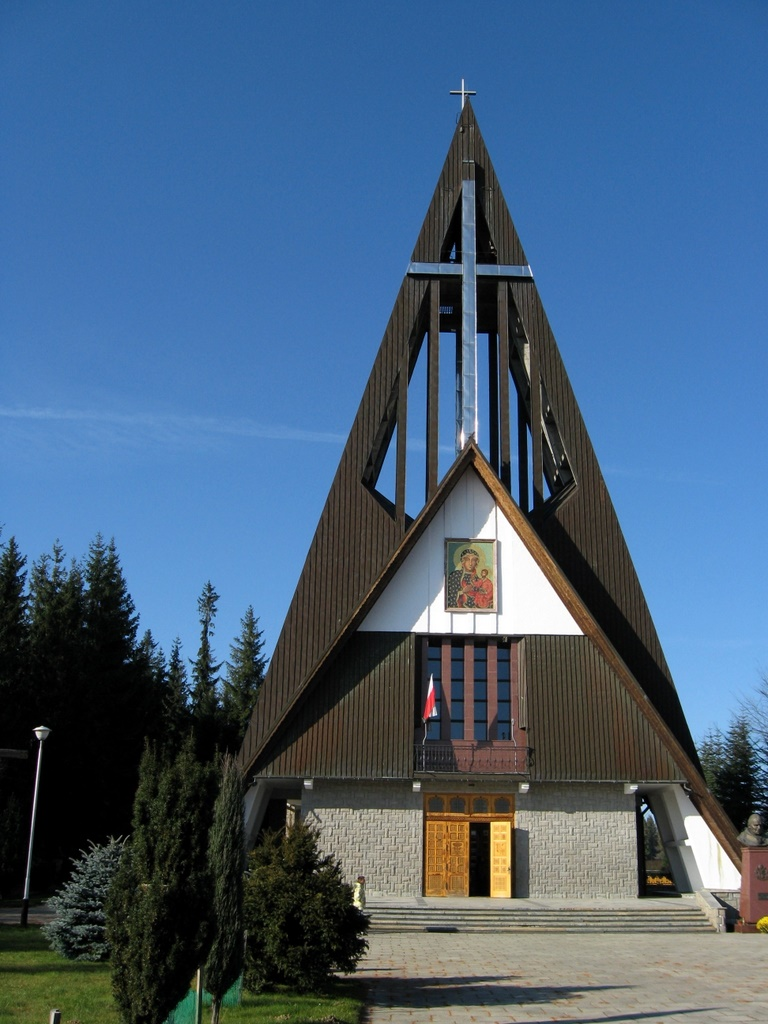
Marienkirche
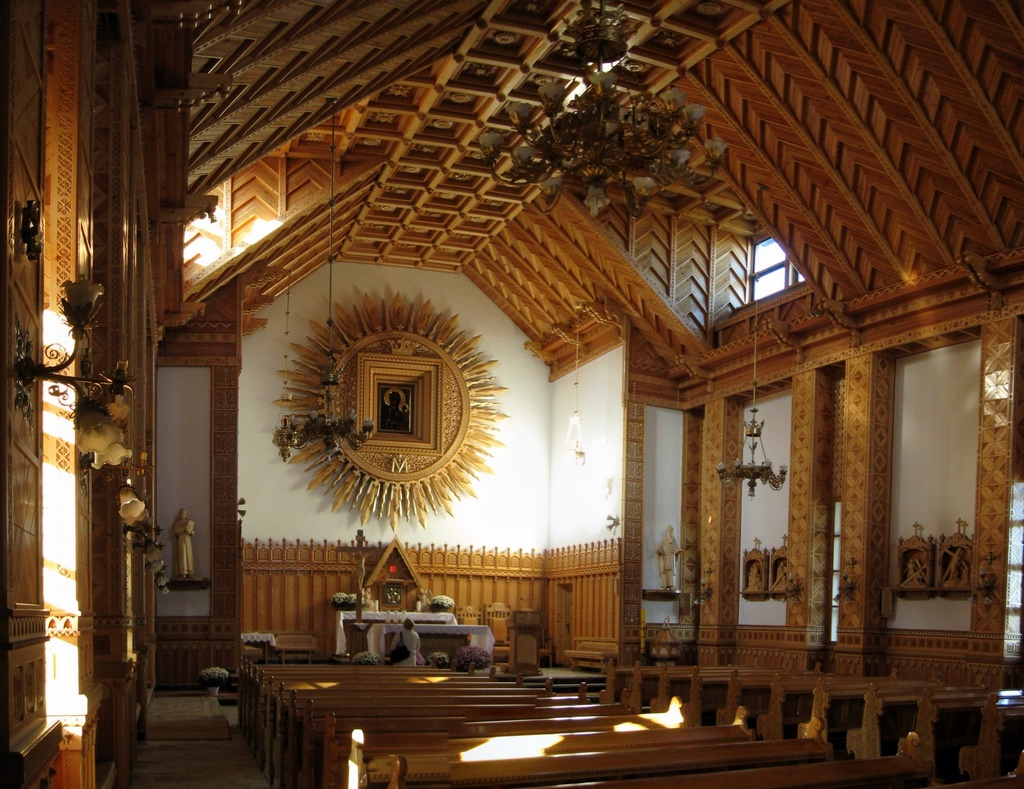
Kircheninneres
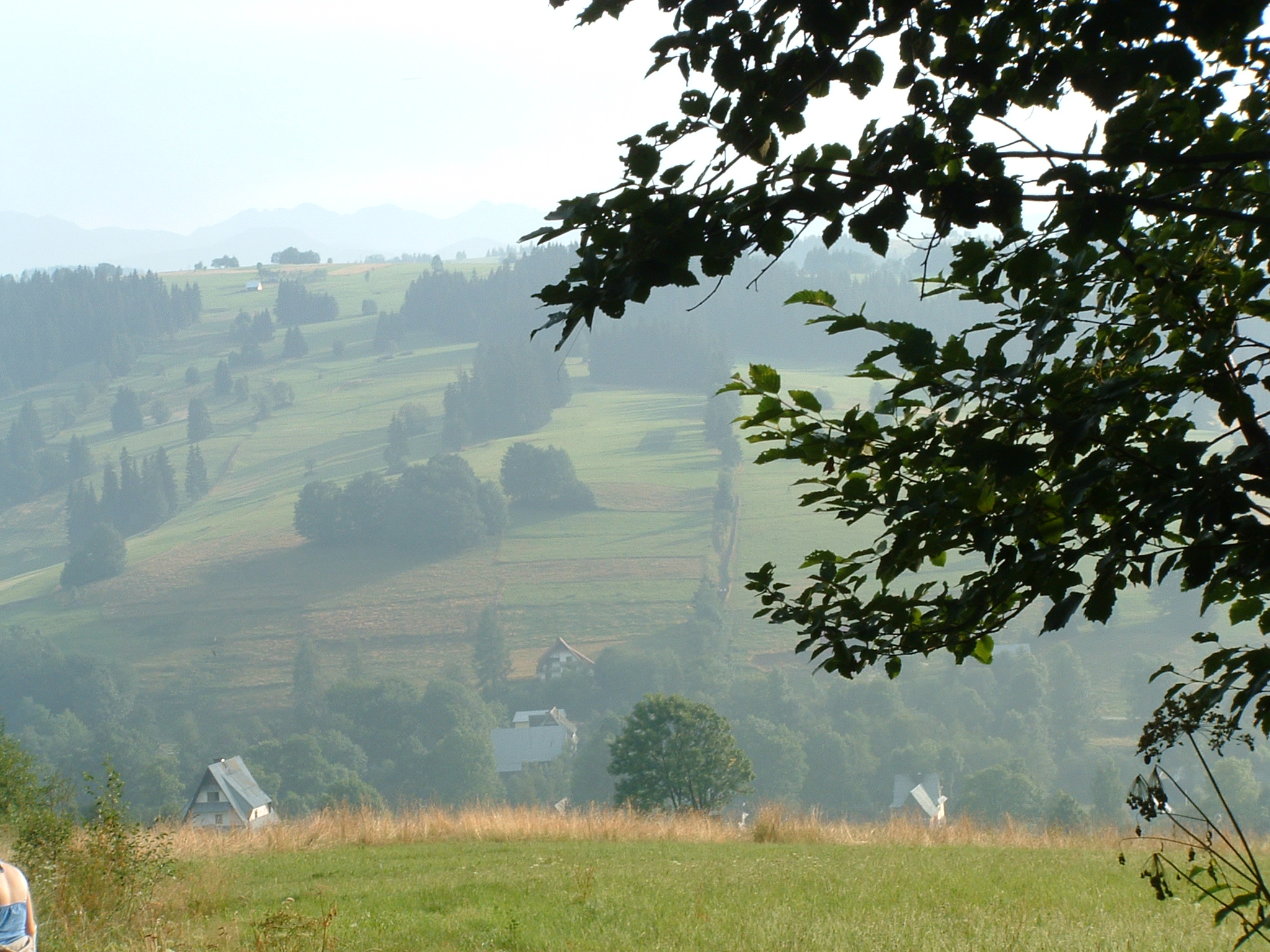
Panorama
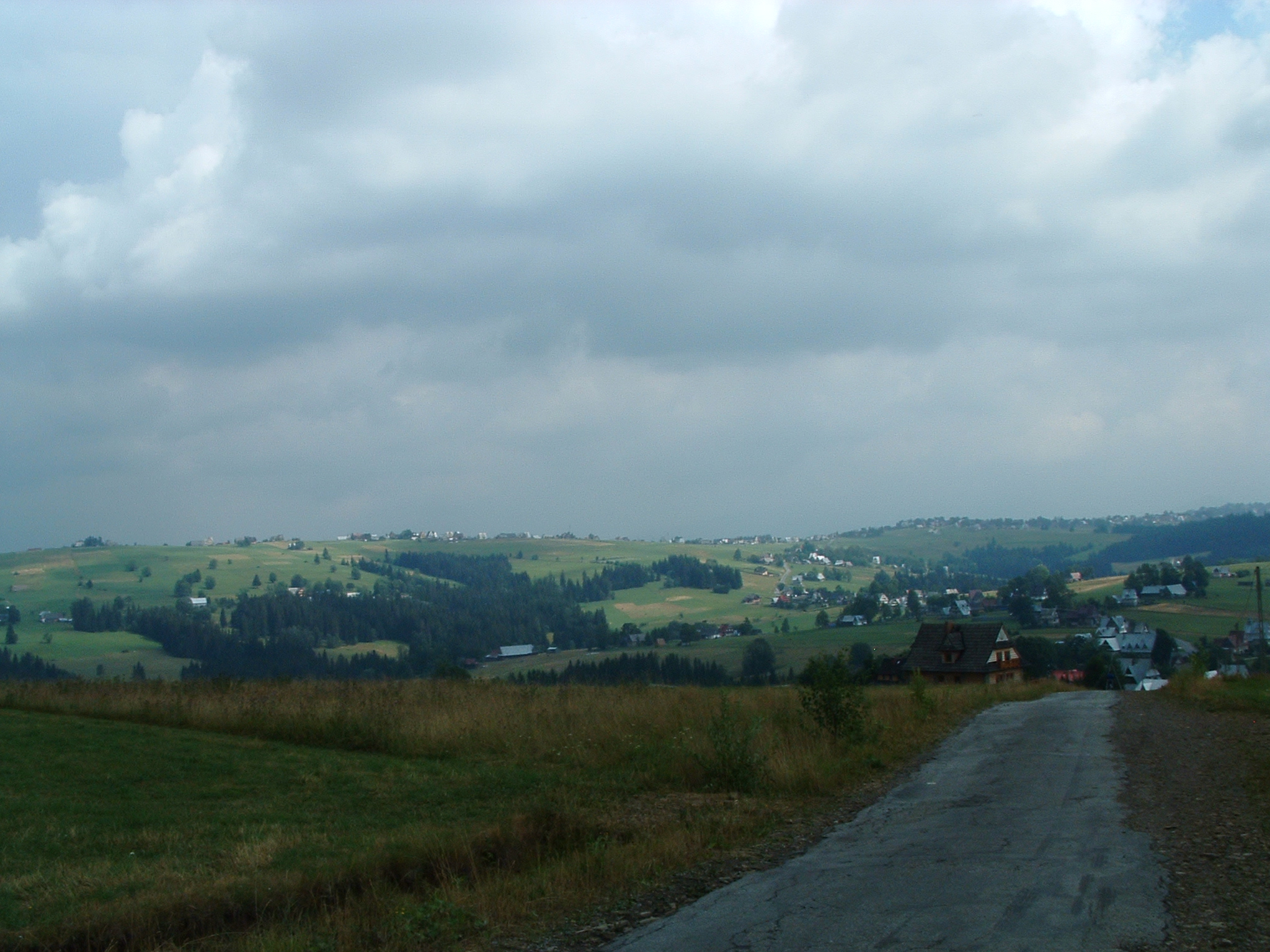
Panorama
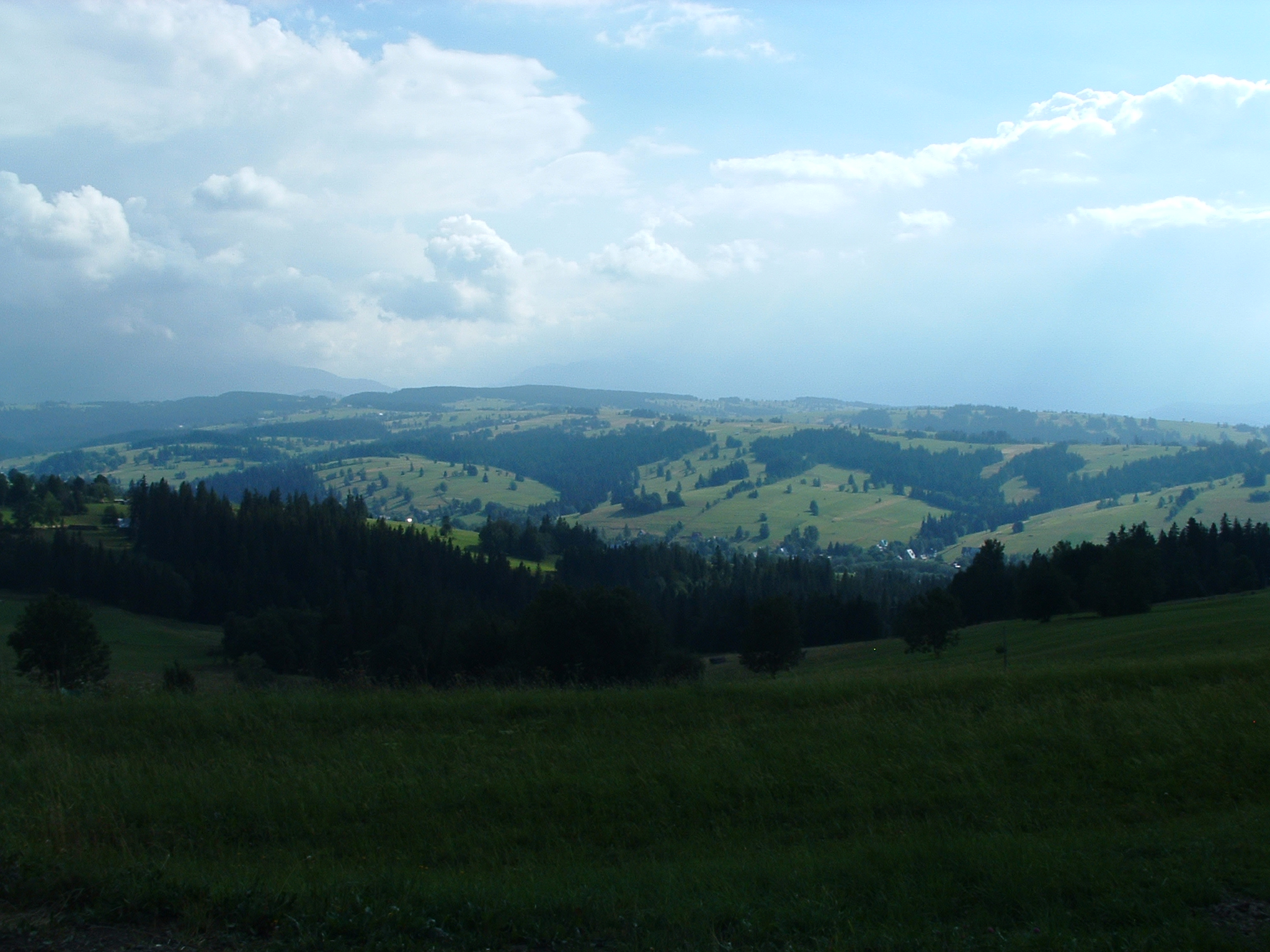
Panorama
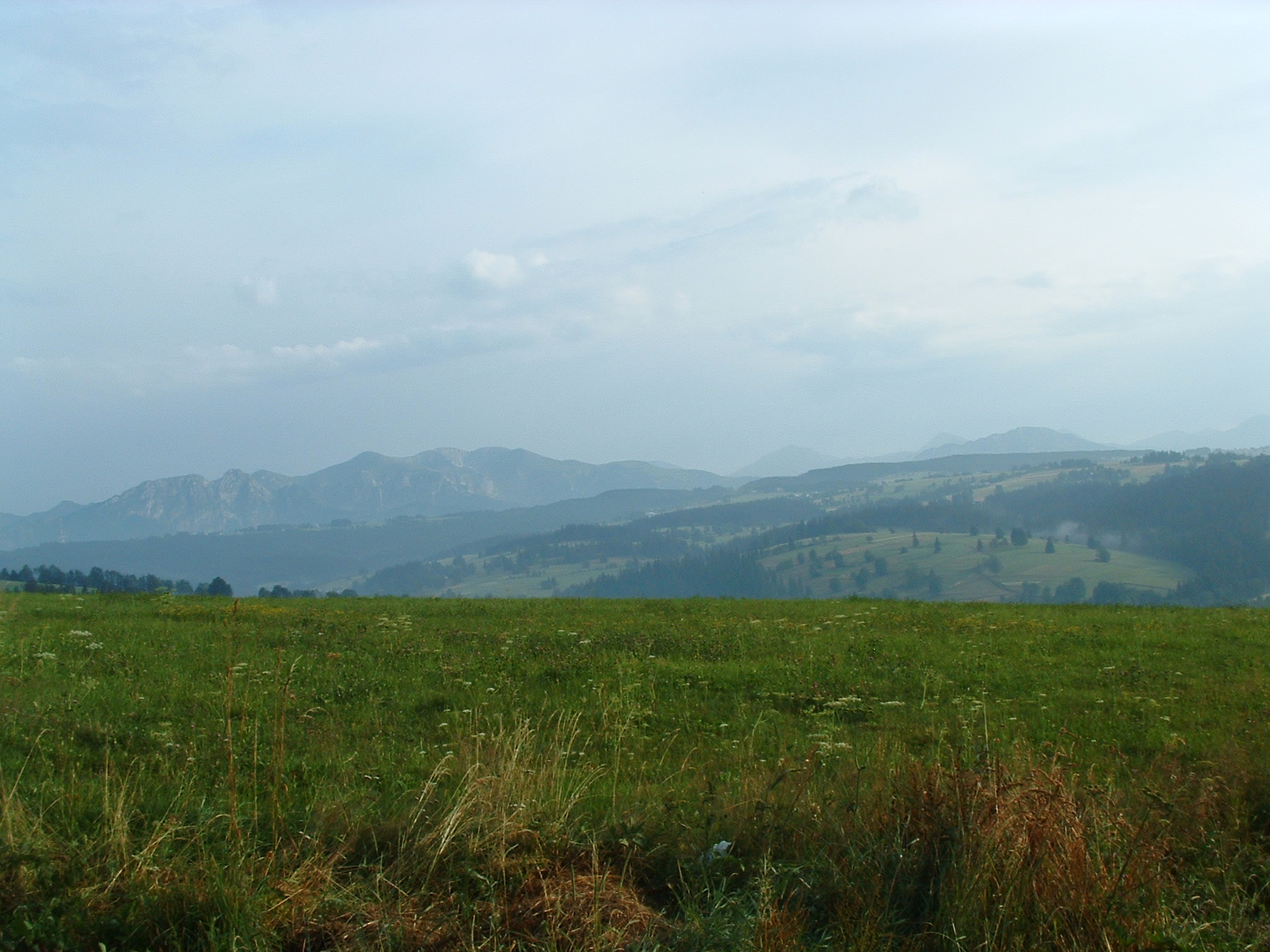
Westtatra
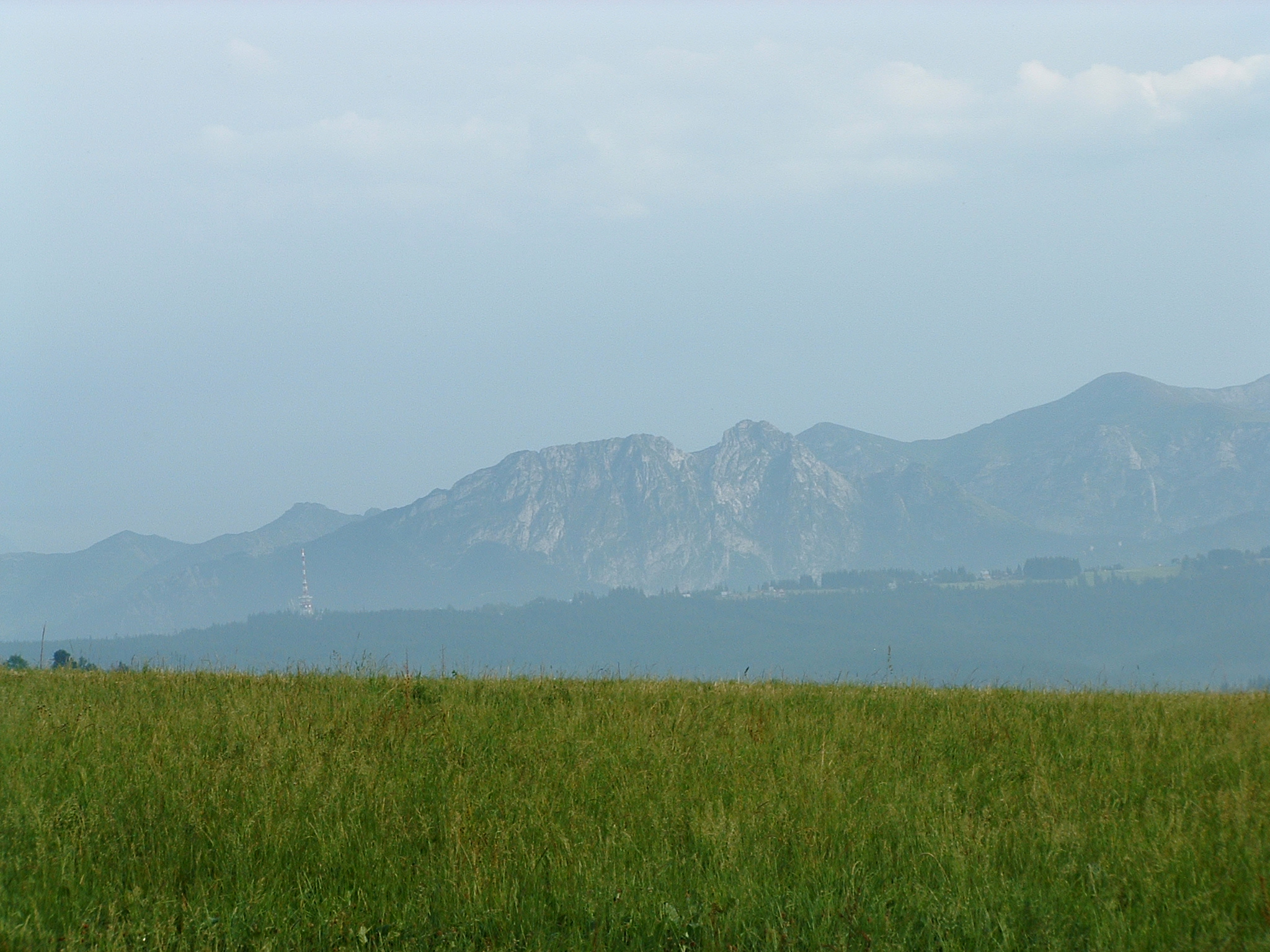
Westtatra